# Evandro Paulista
Evandro Silva do Nascimento (ur. 26 września 1987 w Guarulhos) – brazylijski piłkarz występujący na pozycji napastnika.

## Kariera piłkarska
Od 2007 roku występował w Bonsucesso, Os Belenenses, União São João, Gama, São Carlos, Corinthians Paulista, Oita Trinita i FC Gifu i Daegu FC.